# (34125) 2000 QZ
2000 كيو زد (ويعرف أيضًا باسم (34125) 2000 كيو زد وفق تسمية الكوكب الصغير) (بالإنجليزية: 2000 QZ)‏ هو كويكب ضمن حزام الكويكبات؛ وترتيبه 34125 من حيث الاكتشاف.
اكتُشف هذا الجُرم الفلكي بواسطة Stefano Sposetti ‏ في 23 أغسطس 2000.

## وصلات خارجية
- (34125) 2000 QZ في قاعدة بيانات مختبر الدفع النفاث لأجرام النظام الشمسي الصغيرة

- الاكتشاف · مخطط المدار ·  العناصر المدارية · المعلمات المادية

- (34125) 2000 QZ على موقع ويكي سكاي: DSS2, SDSS, GALEX, IRAS, Hydrogen α, X-Ray, Astrophoto, Sky Map, Articles and images